# Protochromys fellowsi
Protochromys fellowsi es una especie de roedor de la familia Muridae. Es la única especie del género Protochromys.

## Distribución geográfica
Se encuentra sólo en Papúa Nueva Guinea.